# Real Racing (jogo eletrônico)
Real Racing é um jogo eletrônico de simulador de corrida de 2009 desenvolvido e publicado pela Firemint para iOS. Foi lançado em 8 de junho de 2009 para iPhone e iPod Touch, e mais tarde uma versão HD foi lançada para o iPad, que apresentava gráficos melhorados para aproveitar ao máximo as capacidades do iPad. O jogo foi um sucesso de crítica e comercial, e levou a duas sequências; Real Racing 2 em 2010 e Real Racing 3 em 2013.

## Jogabilidade
O jogador recebe cinco métodos de controle diferentes para escolher: O método A apresenta direção por acelerômetro (inclinando o dispositivo físico para a esquerda para virar à esquerda e para a direita para virar à direita), aceleração automática e freio manual; O método B apresenta direção por acelerômetro, aceleração manual e freio manual; O método C apresenta toque para dirigir (onde o jogador toca no lado esquerdo da tela sensível ao toque para virar à esquerda e no lado direito para virar à direita), aceleração automática e freio manual; O método D apresenta um volante virtual na tela para dirigir, aceleração automática e freio manual; O método E apresenta um volante virtual para dirigir, aceleração manual e freio manual. Dentro de cada uma dessas opções, o jogador pode modificar a quantidade de assistência de freio. Nos métodos A e B, a sensibilidade do acelerômetro também pode ser modificada.
No modo carreira, o jogador começa com apenas uma corrida disponível; uma "Hatch qualifier", na qual ele deve completar uma única volta em menos de um minuto e quinze segundos para se qualificar para a próxima corrida. Conforme cada corrida é concluída, a próxima corrida fica disponível. O jogo é dividido em quatro seções, determinadas pelo tipo de carro; "Hatch", " Sedan", "Muscle" e "Exotic". Cada seção é dividida em três níveis de dificuldade; "Class C" é a mais fácil, seguida pela "Class B", com "Class A" sendo a mais difícil. As corridas de carreira podem incluir até cinco oponentes de IA .
Outras maneiras de jogar incluem uma corrida rápida, testes de tempo abertos (que são conectados a tabelas de classificação online usando a tecnologia Cloudcell da Firemint), multijogador local e ligas de teste online . Um modo multijogador online para seis jogadores também está disponível.

## Automóveis e locais
Há quarenta e oito carros diferentes para escolher no jogo, embora, com exceção de dois Volkswagen GTIs , nenhum seja oficialmente licenciado. Há doze pistas fictícias diferentes para correr.

## Real Racing GTI
Em outubro de 2009, a Firemint lançou o Real Racing GTI. Uma versão gratuita de edição limitada do jogo completo, GTI foi feita em cooperação com a Volkswagen como uma forma de promover seu recém-revelado modelo GTI 2010. O jogo apresentava apenas três pistas e seis carros selecionáveis, todos modelos de GTI. Originalmente concebido pela AKQA , o GTI provou ser muito bem-sucedido, com mais de quatro milhões de downloads.

## Recepção
Real Racing recebeu aclamação da crítica. Ele detém uma pontuação agregada de 88 em 100 no Metacritic, com base em quatro avaliações, e 96% no GameRankings, com base em seis avaliações.
Levi Buchanan da IGN deu ao jogo 9 de 10, dizendo " Real Racing é o melhor jogo de corrida na App Store agora. Sua combinação letal de IA incomparável, visuais excepcionais e recursos de comunidade animados deixam a competição engasgada com seus gases de escape." Jeff Scott da 148Apps pontuou o jogo com 5 de 5, chamando-o de "o melhor jogo de corrida de todos os tempos", com elogios especiais aos gráficos; "os visuais são absolutamente fantásticos. Perfeitamente renderizados e maravilhosamente suaves, este pode ser o jogo mais bonito que já vimos no iPhone." Appvee também pontuou o jogo com 5 de 5, dizendo que era "o jogo de corrida mais realista para o iPhone até agora."
Tracy Erickson, da Pocket Gamer, deu ao jogo 9 de 10, dando-lhe um "Prêmio de Ouro" e chamando-o de "um gosto efervescente de corrida de simulação que é tão clássico quanto inventivo [...] um jogo sofisticado e focado que acerta o alvo". Eles ficaram particularmente impressionados com os gráficos, que eles disseram "são sem dúvida os melhores de qualquer jogo para iPhone até agora. Real Racing estabelece um novo padrão elevado em fidelidade visual". Joe Hunt, da Slide to Play, deu ao jogo 4 de 4, dizendo "Tão ambicioso quanto qualquer coisa na App Store [...] é incrivelmente realista em todos os aspectos de seu design e é facilmente um dos melhores jogos para iPhone até hoje". O jogo ganharia o prêmio "Jogo do Ano 2009" da Slide to Play.
Nacho Andrade, da TouchGen, deu ao jogo 5 de 5 e um prêmio "Escolha do Editor", comentando que " Real Racing é o melhor jogo de corrida para iPhone até agora, sem exceção." Eles ficaram especialmente impressionados com os aspectos técnicos do jogo; "os gráficos são ótimos, mas acho que um destaque ainda maior é a proeza técnica deste jogo [...] Durante o jogo, você notará o quão rápido tudo é, a taxa de quadros é muito suave, sem lentidão [...] O jogo é tão bem elaborado que cria uma experiência que você pode não ter pensado ser possível no iPhone." Eles concluíram que " Real Racing é uma experiência de corrida incomparável para iPhone. A Firemint fez de tudo para nos dar um dos melhores títulos que já vimos para o iPhone."